# Alopecosa lindbergi
Alopecosa lindbergi là một loài nhện trong họ Lycosidae.
Loài này thuộc chi Alopecosa. Alopecosa lindbergi được Carl Friedrich Roewer miêu tả năm 1960.